# Saint-Laurent-du-Pont
Saint-Laurent-du-Pont là một xã của tỉnh Isère, thuộc vùng Rhône-Alpes, đông nam nước Pháp.